# Un triste ciprés
Un triste ciprés (título original en inglés: Sad Cypress) es una novela de ficción detectivesca de la escritora británica Agatha Christie publicada por primera vez en el Reino Unido por la editorial Collins Crime Club en marzo de 1940 y en el segundo semestre en Estados Unidos por la editorial Dodd, Mead and Company.

## Argumento
El personaje principal de la obra es Elinor Carlisle, sobrina de una anciana enferma y adinerada, Laura Welman. Es la prometida de su primo y amigo de toda la vida, Roderick Welman.
Durante una visita de Elinor y Roderick a su tía conocen a la hermosa joven protegida por Laura Welman, Mary Gerrard, y él empieza a pretenderla.
Cuando la tía muere sin dejar testamento, Elinor queda en posesión de una gran fortuna. Pero al ser Mary asesinada, todas las sospechas recaen sobre ella bajo la sospecha de un crimen pasional.